# Жозе Мігел Жудісе
Жозе Мігел ді Аларкан Жудісе (порт. José Miguel de Alarcão Júdice; 15 серпня 1949, Коїмбра) — португальський юрист і політик, знаний адвокат, видний діяч праволіберальної Соціал-демократичної партії. Активний учасник політичної боротьби після Квітневої революції, один із керівників антикомуністичної організації МДЛП. Знаний також як бізнесмен, публіцист й університетський викладач.

## Ранні роки
Народився у сім'ї італійського походження. Батько був активістом Португальської комуністичної партії (ПКП), переконаним марксистом й атеїстом, мати — глибокою католицькою вірянкою. Дід по батькові дотримувався правих, але не салазаристських, політичних поглядів.
У три роки втратив батька, виховувався здебільшого дідом. У ранньому дитинстві дізнався від діда, що наприкінці життя його батько Антоніу Лібаніу Жил Жудісе вирішив порвати із ПКП. Відтоді перейнявся запеклим антикомунізмом, підозрював у ПКП у вбивстві. При цьому, пам'ятаючи про опозиційність Жила Жудіса, Жозе Мігел був противником Нової держави.
У 15 років разом з дідом влаштував підпільну дискотеку, де виконувалася заборонена музика, практикувалося вільне кохання, вживалися наркотики. Вбачав у цьому протест проти режиму. Брав участь у молодіжних виступах проти уряду Марселу Каетану.

## Радикалізм молодості
1972 року закінчив юридичний факультет Коїмбрського університету (хоча спочатку збирався стати інженером). Працював помічником на факультеті.
Брав активну участь у діяльності вкрай правих університетських об'єднань, які виступали з позицій лузитанського інтегралізму — академічного хору, театральної студії та насамперед товариства Cooperativa Livreira Cidadela. Ці групи вивчали та поширювали матеріали ідеологів перонізму та раннього фашизму — Джованні Джентіле, Робера Бразіяка, Раміро Ледесмі Рамоса, Хосе Антоніо Прімо де Рівери. Водночас вивчалися і такі ліві автори, як Франц Фанон й Ота Шик, тексти Мао Цзедуна та Фіделя Кастро, програми анархо-синдикалістів й арабських націоналістів. Спільність таких різних позицій створювалося принципами революційного націоналізму. Жозе Мігел Жудісе був організатором семінарів і пропагандистських заходів.
З 1977 року Жозе Мігел Жудісе — практикуючий адвокат.

## Підпілля, в'язниця, втеча
Спочатку Жозе Мігел Жудісе підтримав Квітневу революцію 1974 року. Але був жорстким противником ПКП та категорично відкидав плани деколонізації. Політично орієнтувався на генерала Спінолу. 6 травня 1974 року Жудісе брав участь у створенні Португальського федералістського руху (МФП). Ця організація виступала з антикомуністичних позицій, за створення федерації європейської Португалії із «заморськими територіями». Жудісе був одним із найближчих соратників лідера МФП професора Фернанду Пашеку ді Аморіна.
28 вересня 1974 року МФП заборонили за участь у демонстрації «мовчазної більшості». Жудісе, як і Пашеку ді Аморін, перейшов до нелегальних форм боротьби. Вступив у створений Спінолою та Гільєрме Алпоїном Калваном Демократичний рух за визволення Португалії (МДЛП). Перебував у керівництві політичної комісії МДЛП. Загальнодемократичні установки були включені до програми МДЛП значною мірою під його впливом.
Влада заарештувала Жудісе та помістила до в'язниці. Познайомився там із відомим адвокатом Антоніу Перейрою, заарештованим за участь у подіях 11 березня 1975 року. З в'язниці зумів бігти за допомогою циганки та перебрався до Іспанії.

## Легальний політик
Повернувся на батьківщину після перемоги правих сил у листопадовому протистоянні 1975 року. На відміну від більшості знаних діячів Спекотного літа він активно долучився до легального політичного процесу. Вступив до ліберальної Соціал-демократичної партії (СДП), був відданим прихильником Франсішку Са Карнейру.
Після загибелі прем'єр-міністра Са Карнейру в авіакатастрофі 4 грудня 1980 року Жозе Мігел Жудісе разом з Марселу Ребелу де Соза, Жозе Мануелом Баррозу та Педру Сантана Лопішем виступав проти нового прем'єра Франсішку Пінту Балсемау та його союзника — майбутнього прем'єра та президента Анібала Каваку Сільви. Однією з причин конфлікту стало зближення Каваку Сілви та їхньої коаліції з Соцпартією (СП) Маріу Соареша. Жудісе очолював лісабонську організацію СДП. Однак у внутрішньопартійному конфлікті переміг Каваку Сілва та його прихильники.
Лідерство Каваку Сілви змусило Жудісе вийти із СДП. Він зблизився з консервативною Народною партією, підтримував її кандидатів під час виборів. Закликає СДП зайняти правіші позиції, щоб не дублювати соціал-демократичну СП.
2007 року брав участь у кампанії кандидата СП Антоніу Кошти (з 2015 — прем'єр-міністр) на виборах мера Лісабона. Активно підтримував Ребелу ді Созу на президентських виборах 2016 року. Таким чином, з другої половини 2010-х років посади голови держави та голови уряду обійняли політики, які підтримував Жозе Мігел Жудісе.
Разом з Антоніу Баррету публікувався в газеті «Público», брав участь в аналітичній програмі на каналі новин.
Знаний епатажними висловлюваннями: наприклад, «теорією», за якою корпулентні політики є оптимістичнішими, тоді як худі — песимістами. Наводить приклади: з одного боку — Антоніу Кошта, Маріу Соареш (симпатичні йому оптимісти), з іншого — Салазар, Каваку Сілва, Педру Пасуш Коелью (несимпатичні песимісти). Висловлював жаль, що ніколи не запрошувався на заходи пам'яті Са Карнейру (за змістом через свою біографію).
Жозе Мігел Жудісе зберігає вірність пам'яті Франсішку Са Карнейру, його ідеям та політичній спадщині. Автор книги «O Meu Sá Carneiro. Reflexões sobre o seu pensamento político» (Мій Са Карнейру. Роздуми про його політичну думку). Звинувачував Анібала Каваку Сілву у відході від курсу Са Карнейру та «руйнуванні» СДП.

## Юрист, бізнесмен, громадський діяч
Поряд із політичною діяльністю, Жозе Мігел Жудісе продовжує активно займатися адвокатською роботою. Знаний як авторитетний юрист, учасник резонансних кримінальних процесів. Спеціалізується також на комерційному й інвестиційному арбітражі. У 2001—2004 роках був президентом Асоціації адвокатів. Мав репутацію «авторитарного популіста», 2006 року вступив у публічний конфлікт з радою Асоціації.
З 2004 року викладає господарське право у Новому університеті Лісабона. З 2013 року очолює лісабонський арбітражний центр Португальської торгово-промислової палати.
Керував структурою благоустрою Лісабона Frente Tejo. Керує палацово-парковим ансамблем. Займається організацією концертів і музичних фестивалів. Є співвласником фешенебельного лісабонського ресторану.

## Визнання
9 червня 2005 року вшанований орденом Інфанта дона Енріке — за заслуги як юриста та політика, за активну громадянську участь у захисті прав людини.

## Приватне життя
Одружений вчетверте. Має сина та дочку від першого шлюбу, дочку від другого. Захоплюється музикою та ландшафтною архітектурою. Володіє англійською, французькою й іспанською мовами.
Своє життя, попри динамічність, характеризує як «банальне».